# Lachnum gracillimum
Lachnum gracillimum är en svampart som tillhör divisionen sporsäcksvampar, och som beskrevs av Ain (G.) Raitviir. Lachnum gracillimum ingår i släktet Lachnum, och familjen Hyaloscyphaceae. Arten är reproducerande i Sverige.